# Leptodactylus peritoaktites
Leptodactylus peritoaktites är en groddjursart som beskrevs av Heyer 2005. Leptodactylus peritoaktites ingår i släktet Leptodactylus och familjen tandpaddor. IUCN kategoriserar arten globalt som sårbar. Inga underarter finns listade i Catalogue of Life.